# Halitherses (Sohn des Mastor)
Halitherses (altgriechisch Ἁλιθέρσης Halithérsēs) ist eine Person der griechischen Mythologie, die in der Odyssee eine Rolle spielt.
Halitherses, Sohn des Mastor, ist ein Seher, der sich auf die Deutung des Vogelflugs versteht und der Odysseus die Heimkehr nach zwanzig Jahren vorhersagt, als dieser in den Krieg um Troja zieht.
Er warnt außerdem die Freier, die Penelope bedrängen, nachdem Zeus ein Zeichen gesendet hat.  Er rät ihnen, ihr Treiben einzustellen, ehe Odysseus aus dem Trojanischen Krieg zurückkehrt. Die Freier schlagen seine Warnung allerdings in den Wind und werden von dem König auf Ithaka und seinem Sohn Telemachos umgebracht. Halitherses warnt daraufhin die Familien der Freier, ihre Angehörigen zu rächen. Nachdem aber nicht alle auf diesen Ratschlag hören, greift Athene ein.
Halitherses gehört wie Mentor zu den engen Freunden des Odysseus. Auch Mentor versucht vergeblich die Freier zu warnen.